# Bayerische Voralpen

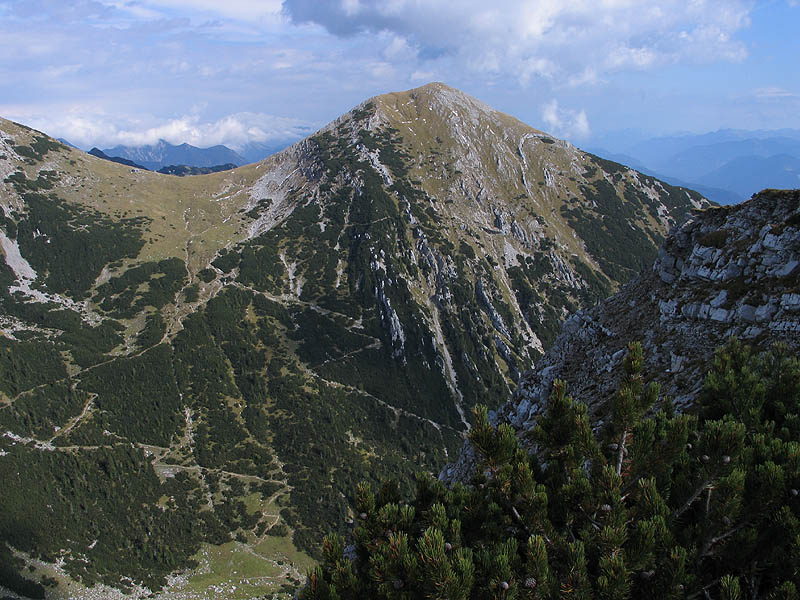
Krottenkopf

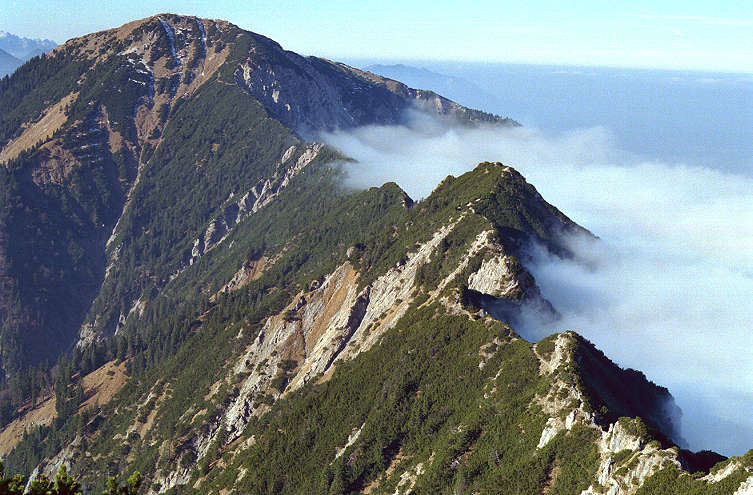
Heimgarten

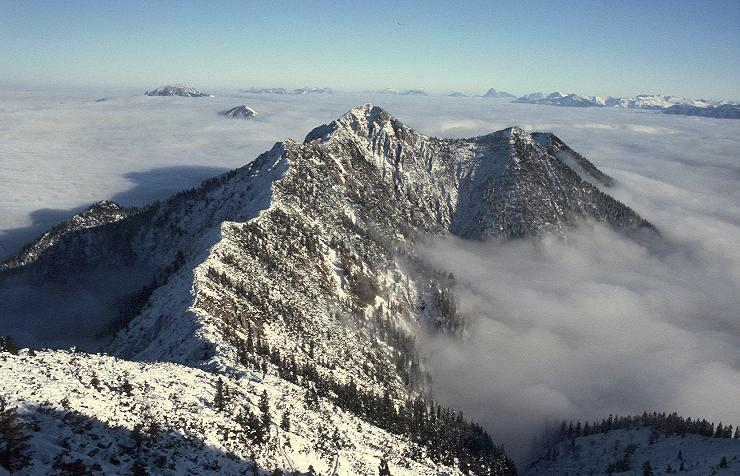
Herzogstand

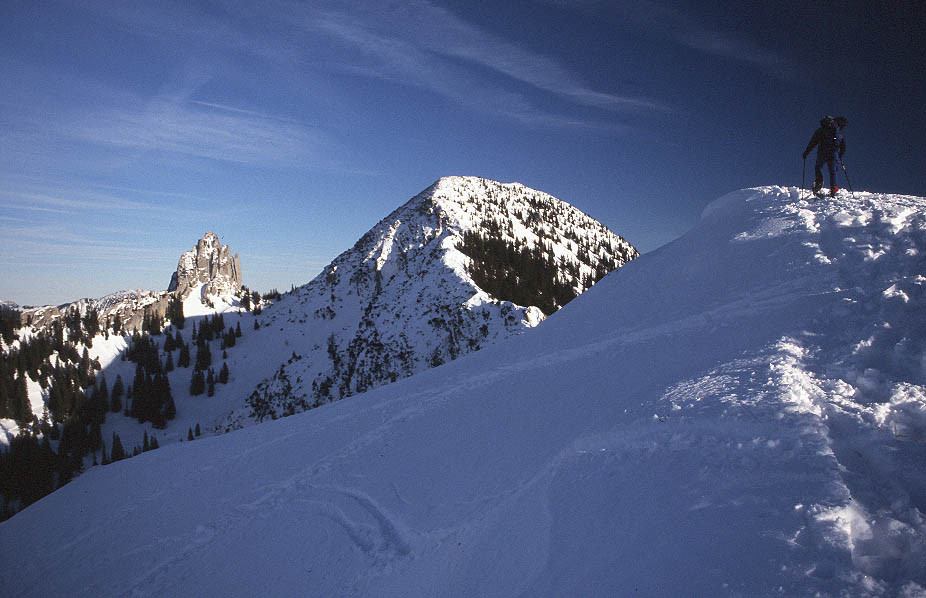
Plankenstein i Risserkogel

Bayerische Voralpen – pasmo górskie, część Alp Bawarskich, w Północnych Alpach Wapiennych. Leży w przeważającej części w południowych Niemczech, w Bawarii; mniejsza część leży w Austrii, w kraju związkowym Tyrol. Najwyższym szczytem pasma jest Krottenkopf, który osiąga wysokość 2086 m. Największym miastem rejonu jest Kufstein.
Pasmo to graniczy z: Ammergauer Alpen na zachodzie, Wettersteingebirge na południowym zachodzie, Karwendel i Rofan na południu, Kaisergebirge na południowym wschodzie oraz z Chiemgauer Alpen na wschodzie.
Bayerische Voralpen dzielą się na następujące podgrupy:
- Walchenseeberge,
- Mangfallgebirge,
- Estergebirge.

Najwyższe szczyty:
- Krottenkopf (2086 m),
- Bischof (2033 m),
- Hinteres Sonnwendjoch (1986 m),
- Hoher Fricken (1940 m),
- Hohe Kisten (1922 m),
- Rotwand (1884 m),
- Blauberge (1862 m),
- Großer Traithen (1852 m),
- Wendelstein (1836 m),
- Simetsberg (1836 m),
- Risserkogel (1826 m),
- Schinder (1808 m),
- Ruchenköpfe (1805 m),
- Benediktenwand (1801 m),
- Heimgarten (1790 m),
- Wank (1780 m),
- Plankenstein (1768 m),
- Aiplspitz (1759 m),
- Herzogstand (1731 m),
- Wallberg (1722 m).

Schroniska:
- Aiblinger Hütte,
- Albert-Link-Hütte,
- Blecksteinhaus,
- Bodenschneidhaus,
- Brauneck-Gipfelhaus,
- Brünnsteinhaus,
- Florianshütte am Brauneck,
- Krottenkopf-Hütte,
- Rehgrabenhütte,
- Tegernseer Hütte,
- Tutzinger Hütte,
- Weilheimer Hütte.